# Чебовце
Чебовце (словац. Čebovce) — село, громада округу Вельки Кртіш, Банськобистрицький край, центральна Словаччина, регіон Новоград. Кадастрова площа громади — 16,21 км². Протікає Чебовський потік.
Населення 1076 осіб (станом на 31 грудня 2017 року).

## Історія
Вперше згадується в 1330 році.

## Населення
| Рік:            | 1994. | 2004.   | 2014.   | 2024.   |
| --------------- | ----- | ------- | ------- | ------- |
| Кількість осіб: | 1079  | 1029    | 1072    | 1009    |
| Різниця:        |       | -4,63 % | +4,17 % | -5,87 % |

| Рік:            | 2023. | 2024.   |
| --------------- | ----- | ------- |
| Кількість осіб: | 1013  | 1009    |
| Різниця:        |       | -0,39 % |